# Astigmatizam (optika)
Astigmatizam ili astigmatska aberacija, u optici, je optička aberacija koja nastaje zbog nemogućnosti određenog područja optičke leće ili sfernoga zrcala da fokusira sliku predmeta kad se nalazi izvan optičke osi. Očituje se na primjer kod fotografskih leća, elektronskog mikroskopa. Popravlja (korigira) se, s pomoću anastigmata i ispravljanjem nepravilnosti optičkih ploha. Nejednolika zakrivljenost rožnice ljudskoga oka ili očne leće popravlja se upotrebom cilindričnih leća. 

## Optička aberacija
Optička aberacija (lat. aberratio: skretanje s puta) je pogreška optičkih leća (ili sustava leća) ili zakrivljenih zrcala koja skreće zrake svjetlosti s putanje prema žarištu i stvara nejasnu ili izobličenu sliku predmeta. Može nastati zbog nesavršenog oblika optičke površine, optičke hrapavosti, netočne centriranosti optičkih dijelova, nehomogenosti materijala od kojeg je napravljena leća, i tako dalje. Neke aberacije nastaju zbog prirode svjetlosti: čak i kod idealnih leća žarište ljubičaste boje bliže je leći nego žarište crvene boje zato što indeks loma ovisi o valnoj duljini svjetlosti. Kakvoća ili kvaliteta optičkih instrumenata ovisi o tome koliko su uspješno popravljene aberacije.
Sva svojstva optičkih leća, to jest sakupljanje zraka u jednoj točki, konstrukcija slike i tako dalje (geometrijska optika), vrijede samo za tanke leće i za zrake koje padaju na leću u blizini osi leće. Kod debljih leća i za zrake koje padaju na rub leće, to jest dalje od osi, nastaju pogreške kod stvaranja slike koje se očituju u tome da je slika bez oštrine.
Pojavljuje se šest vrsta aberacija: sferna aberacija, kromatska aberacija, astigmatizam i koma, koje se najčešće popravljaju (korigiraju) oblikovanjem, podešavanjem i kombiniranjem leća i zrcala, i zakrivljenost polja i distorzija, koje se popravljaju na slici.

## Anastigmat
Anastigmat (grč. στίγμα: ubod, točka, znak) je fotografska leća konstruirana tako da se izbjegne astigmatska aberacija (astigmatizam). Za izradbu anastigmata koriste se od 1880. barijeva krunska stakla, danas najčešće lantanska stakla ili drugi transparentni materijali (na primjer plastike, monokristali natrijeva klorida i drugo) s velikim indeksom loma ali malom disperzijom.